# Hemerobaptistas
Se conocían como hemerobaptistas a unos sectarios judíos que se llamaban así porque se lavaban y se bañaban todos los días del año y en todas las estaciones. 
Los hemerobaptistas negaban la resurrección de los muertos y sostenían algunas otras creencias de los saduceos. A ellas, añadían las de los escribas y los fariseos. Creían como dice San Epifanio que el hombre no podía vivir si no se lavaba todos los días. 